# Nationale Regierung I
Die Nationale Regierung I (Kabinett MacDonald III) wurde im Vereinigten Königreich am 24. August 1931 von Premierminister Ramsay MacDonald von der Labour Party gebildet. Sie löste die Zweite Regierung MacDonald ab und blieb bis zum 27. Oktober 1931 im Amt, woraufhin die Nationale Regierung II (Vierte Regierung MacDonald) gebildet wurde. Der Regierung gehörten neben der National Labour Party auch Minister der Conservative Party sowie der Liberal Party an.

## Regierungszeit
Aufgrund der Weltwirtschaftskrise 1929 und einer drohenden Inflation wie 1923, stieg der Druck auf die Labour-Regierung von Ramsay MacDonald, die Staatsausgaben drastisch zu senken, also auch Renten und Arbeitslosengeld. MacDonald, Schatzkanzler Philip Snowden und James Henry Thomas unterstützten derartige Maßnahmen, die sie für notwendig hielten, um den defizitären Haushalt auszugleichen und um einen Run auf das Pfund zu vermeiden. Der Rest des Kabinetts, fast die gesamte Labour-Partei und die Gewerkschaften waren jedoch strikt dagegen.
Ohne Absprache mit seinen Parteifreunden gab MacDonald dann am 23. August 1931 seinen Regierungsauftrag zurück und stimmte auf Druck von König George V. zu eine neue „Nationalen Regierung“ (National Government) unter Einbeziehung der Konservativen und der Liberalen zu bilden. MacDonald, Snowden und Thomas wurden daraufhin aus der Labour Party ausgeschlossen. Sie gründeten eine neue, „nationale“ Labour Party, die National Labour Organisation, welche jedoch im Land und bei den Gewerkschaften wenig Unterstützung fand.
Die Abgeordneten der Labour Party lehnten diese Regierung mit den Konservativen und den Liberalen so stark ab, dass sie alle vier Kabinettsmitglieder (Ramsay MacDonald, Philip Snowden, Lord Sankey und James Henry Thomas) aus der Partei ausschloss. Daraufhin traten auch 11 Abgeordnete der Labour-Fraktion zur neu gegründeten National Labor Party bei. So kam die Partei am Ende auf 15 Abgeordnete im House of Commons.
MacDonald wollte sofortige Neuwahlen, um die neue Regierung zu bestätigen, aber die Konservativen zwangen ihn, einem Termin im Oktober 1931 zuzustimmen. Bei dieser wurde die Regierung auch mit der größten Mehrheit einer Regierung in der britischen Geschichte bestätigt, was aber vor allem den Konservativen zu verdanken war. Ramsay MacDonald blieb trotzdem Premierminister und bildete eine zweite Nationale Regierung.

## Mitglieder des Kabinetts
| Zugehörigkeit |              | National Labour |
| Zugehörigkeit | Konservative |                 |
| Zugehörigkeit | Liberale     |                 |

| Amt                                                                        | Bild                   | Person                               | Partei             | Partei             | Amtszeit        | Amtszeit        |
| -------------------------------------------------------------------------- | ---------------------- | ------------------------------------ | ------------------ | ------------------ | --------------- | --------------- |
| Premierminister Erster Lord des Schatzamtes Leader of the House of Commons | Ramsay MacDonald       | Ramsay MacDonald                     |                    | National Labour    | 25. August 1931 | 5. Oktober 1931 |
| Lordpräsident des Rates                                                    | Stanley Baldwin        | Stanley Baldwin                      |                    | Conservative Party | 25. August 1931 | 5. Oktober 1931 |
| Lordkanzler                                                                | John Sankey            | John Sankey, 1. Baron Sankey         |                    | National Labour    | 25. August 1931 | 5. Oktober 1931 |
| Schatzkanzler Zweiter Lord des Schatzamtes                                 | Philip Snowden         | Philip Snowden                       | National Labour    | 25. August 1931    | 5. Oktober 1931 |                 |
| Außenminister                                                              | Rufus Isaacs           | Rufus Isaacs, 1. Marquess of Reading |                    | Liberal Party      | 25. August 1931 | 5. Oktober 1931 |
| Innenminister                                                              | Herbert Samuel         | Herbert Samuel                       | Liberal Party      | 25. August 1931    | 5. Oktober 1931 |                 |
| Minister für die Kolonien Minister für Dominion-Angelegenheiten            | Jimmy Thomas           | James Henry Thomas                   |                    | National Labour    | 25. August 1931 | 5. Oktober 1931 |
| Gesundheitsminister                                                        | Neville Chamberlain    | Neville Chamberlain                  |                    | Conservative Party | 25. August 1931 | 5. Oktober 1931 |
| Minister für Indien                                                        |                        | Samuel Hoare                         | Conservative Party | 25. August 1931    | 5. Oktober 1931 |                 |
| Handelsminister Präsident des Board of Trade                               | Philip Cunliffe-Lister | Philip Cunliffe-Lister               | Conservative Party | 25. August 1931    | 5. Oktober 1931 |                 |